# Hydrogonium consanguineum
Hydrogonium consanguineum là một loài Rêu trong họ Pottiaceae. Loài này được (Thwaites & Mitt.) Hilp. mô tả khoa học đầu tiên năm 1933.